# Leia orientalis
Leia orientalis är en tvåvingeart som beskrevs av Vanschuytbroeck 1965. Leia orientalis ingår i släktet Leia och familjen svampmyggor.
Artens utbredningsområde är Tanzania. Inga underarter finns listade i Catalogue of Life.